# Хірокитія
Хірокитія, іноді Хирокитія (грец. Χοιροκοιτία [çiɾociˈti.a], означає «колиска свині», тур. Hirokitya) — пам'ятка археології на острові Кіпр, датується неолітом. З 1998 року внесена до списку всесвітньої спадщини ЮНЕСКО.
Місцевість відома як одна з найважливіших та найкраще збережених доісторичних пам'яток східного Середземномор'я. Значна частина його важливості полягає в свідченнях організованого функціонального суспільства у формі колективного поселення з оточуючими укріпленнями для охорони громади. Період докерамічного неоліту період представлений цим та ще близько 20 подібними поселеннями, розповсюдженими по всьому острову.

## Відкриття
Пам'ятку було відкрито у 1934 році Порфіріосом Дікайосом, директором Департаменту старожитностей Кіпру, який здійснив шість розкопок між 1934 і 1946 рр. Його початкові висновки були опубліковані в The Journal of Hellenic Studies у 1934 р. Потім подальші розкопки були проведені аж на початку 70-х років, але були перервані турецьким вторгненням. Французька місія під керівництвом Алена Ле Брюна відновила розкопки в 1977 році. Згідно здобутих даних, місцевість була обжита з 7-го по 4 тисячоліття до н. е.

## Археологія
Поселення Хірокитія розташоване на схилі пагорба в долині річки Мароні, в напрямку південного узбережжя острова приблизно за 6 км від моря. Натуральне господарство, яке практикували мешканці неоліту, включало вирощування сільськогосподарських культур, овець, кіз та свиней. Це було закрите село, відрізане від зовнішнього світу річкою та міцною стіною з каменю завтовшки від 2,5 м до 3 м на найвищому збереженому рівні. Доступ до села, ймовірно, був через кілька точок входу крізь стіну. 

### Будинки
Будинки в селі складаються з круглих конструкцій, щільно притиснутих одна до одної. Нижні частини будівель часто кам'яні досягали масивних розмірів шляхом постійного додавання подальших покривів з каменю. Зовнішній діаметр коливається від 2,3 м до 9,2 м, тоді як внутрішній діаметр становить лише від 1,4 м до 4,8 м. Знайдений нещодавно обвалений плоский дах однієї з будівель свідчить про те, що не всі дахи були куполоподібними, як вважалося спочатку.
Будинки були побудовані з каменю в основі, а верхня частина була побудована з саману та глини. Дахи були створені з гілок і соломи, покритих мулом. У центрі хати було «вогнище, щось на зразок решітки та отвору, скрізь який виходив дим».
Більшість неолітичних будинків мали антресоль (напівповерх), яку, ймовірно, використовували як комору. Будинки, мабуть, були побудовані таким чином, щоб бути захищеними від повеней, оскільки мали підвищені пороги.
Скоріш за все, інтер'єри будинків були прикрашені фресками. Однак поганий стан цих фресок не дозволяє дослідникам зробити висновок, чи були «ці декоративні малюнки геометричними візерунками чи зображеннями».
Внутрішні відділи кожної хатини відповідали цілям її використання. Низькі стіни і майданчики означають місця для роботи, відпочинку чи зберігання. Там також були лавки та вікна, вогнища, які, імовірно, використовувались для готування їжі та опалення. В багатьох випадках є дані про стовпи, що підтримували верхній поверх. Вважається, що хатини були схожими на кімнати, кілька з яких були згруповані навколо відкритого подвір'я і разом утворювали дім.

### Поховання
Померлих ховали у виритих ямах у хаті. Яму засипали землею і вкривали багнюкою, відновлюючи таким чином підлогу хати. Могили були індивідуальні, і померлих клали тілом лежачи зазвичай на правий бік у позі ембріона. І, як відзначають деякі дослідники, поза померлого залежала від його віку.
У могилу клали кілька предметів відповідно до статі померлого. У могильні ями жінок і чоловіків зазвичай клали биті кам'яні горщики. Іншим звичаєм поховання було покладання на тіло каменя. Вони вважали, що таким чином перешкоджають поверненню мертвих у світ живих.

### Предмети побуту
Мешканці Хірокітії створювали власні знаряддя праці з кременю, вапняку, діабазу та кісток тварин. Знаряддя використовували для пошуку їжі та змінювання інших предметів. Зокрема, виявлено знаряддя для збирання зернових культур, різання соломи, обробки деревини та дряпання свіжої шкіри. Більшість знарядь із кістки використовували для обробки інших предметів, наприклад, тонкі нитки для шиття та інструменти для зберігання.
З точильного начиння знайдено млини, молоти та кілька трамбовок.
Безсумнівно, в Хірокітії було створено багато горщиків з тлінних матеріалів, таких як дерево, солома та шкіра. Схоже, що жителі Хірокітії виготовляли багато кам'яної кераміки, такої як таці, горщики, миски та ложки. Ця кераміка здебільшого прикрашена  геометричними орнаментами східчастої форми. Лише один предмет прикрашений зображенням людської фігури.
Такі прикраси, як намиста, створювали з використанням різних видів каменів.
Людська постать є основною темою фігурок, виявлених на неолітичному поселенні Хірокітія. Усі статуетки, за винятком однієї - голови на гончарній глині, були зображені на камені.
Незрозумілими предметами є загострені кільця: йдеться про два незамкнуті кільця з гострим краєм, що утворює знак питання, або дві точки, схожі на два знаки питання, звернені один до одного.
Камінці з бальзату, прикрашені комплексом гравійованих ліній з одного або обох боків.

### Види діяльності
Ця найдавніша відома культура на Кіпрі складалася з добре організованого, розвиненого суспільства, яке в основному займалося землеробством, скотарством та мисливством. Розташування поселення не сприяло здобуванню великої кількості морської їжі. Однак вони використовували «передові методи риболовлі, такі як сітки або волосіні з потужними гачками». Про це свідчить той факт, що вони ловили велику рибу, наприклад, кефаль і багато подібної.
Землеробство здебільшого базувалося на вирощуванні зернових, бобових та сочевиці. Жителі Хірокітії покращували свій раціон горіхами, зібраними з диких дерев, такими як арахіс, інжир, оливки та сливи.
Щобільше, мешканці вирощували овець, кіз і свиней, тримаючи їх прямо за межами поселення.
Нарешті, вони полювали на оленів, але ми не знаємо, як саме. Стріл не виявлено, і тому вважається, що їхня зброя була «елементарною», наприклад «дерев’яні списи із загартованими наконечниками й пастки».

### Населення
Населення села в будь-який час, як вважається, не перевищувало 300—600 жителів. Люди були досить низькими — чоловіки в середньому приблизно 160 см, а жінки близько 150 см. Дитяча смертність була дуже високою. У середньому дорослі чоловіки доживали 35 років, а жінки — 33 роки. Померлих ховали під підлогами будинків. У деяких випадках відбувалося принесення в жертву продовольство, можливо, вказуючи на культ предків у домашніх господарствах.
Село Хірокитія раптово було покинуте з невідомих причин приблизно в 6000 р. до н. е. Схоже, що острів залишався незаселеним приблизно 1500 років до наступного зареєстрованого поселення групи Сотира. Однак новіші відкриття, включаючи кілька місць поблизу стародавнього акрополя Аматус на східному краю сучасного Лімасола, значно доповнили цю хронологічну прогалину, показавши, що острів, ймовірно, був постійно обжитий принаймні з ІХ тисячоліття до нашої ери. Ранні громади були невеликими і сильно розпорошеними, тому не кожен регіон був експлуатований настільки сильно, як пізніше в доісторичний час

## Галерея

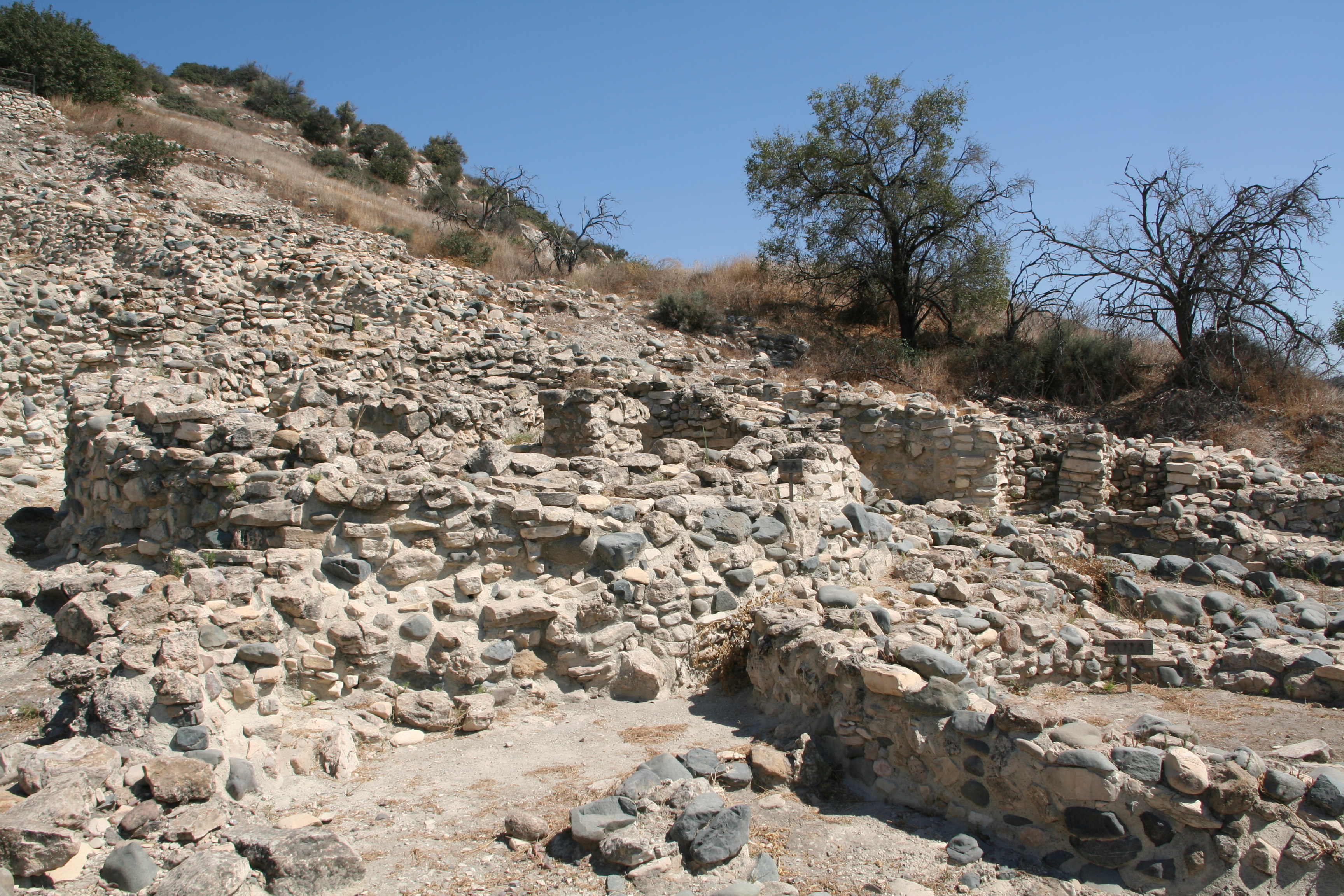
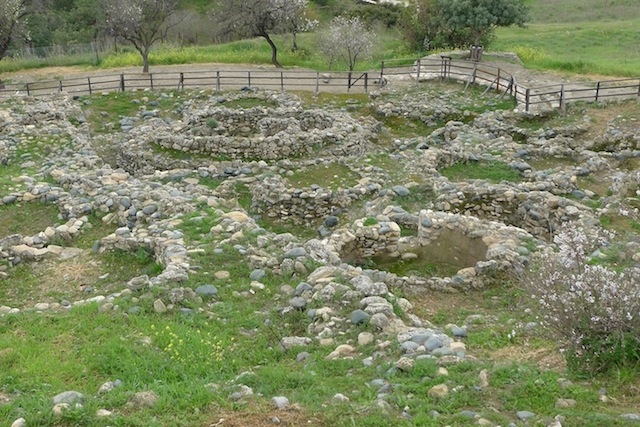
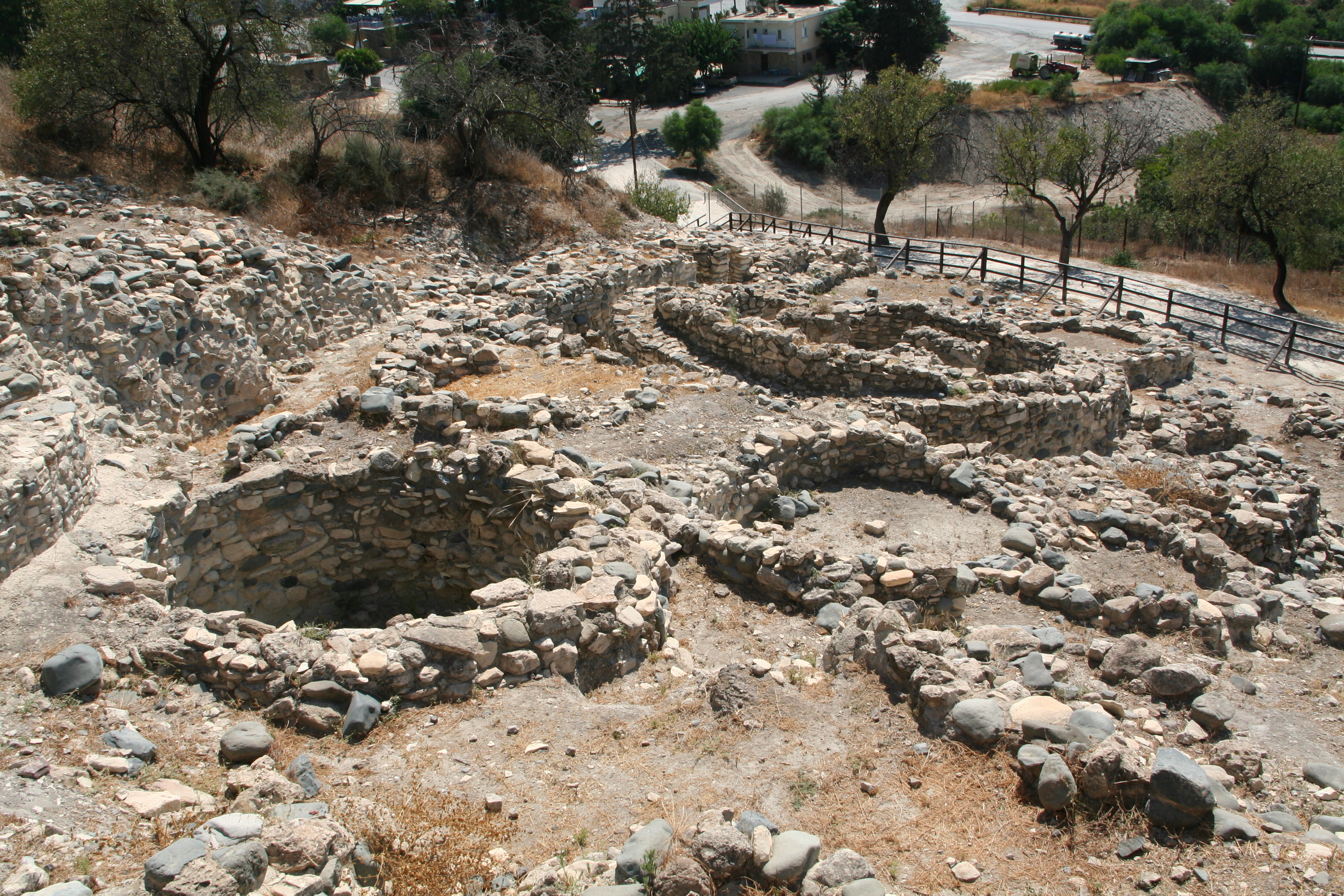
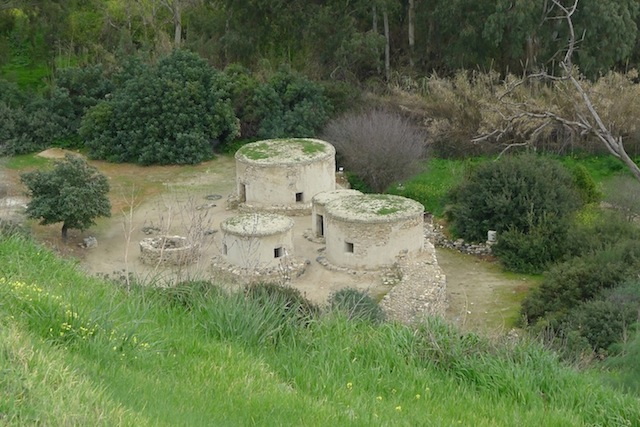
Реконструйовані будівлі
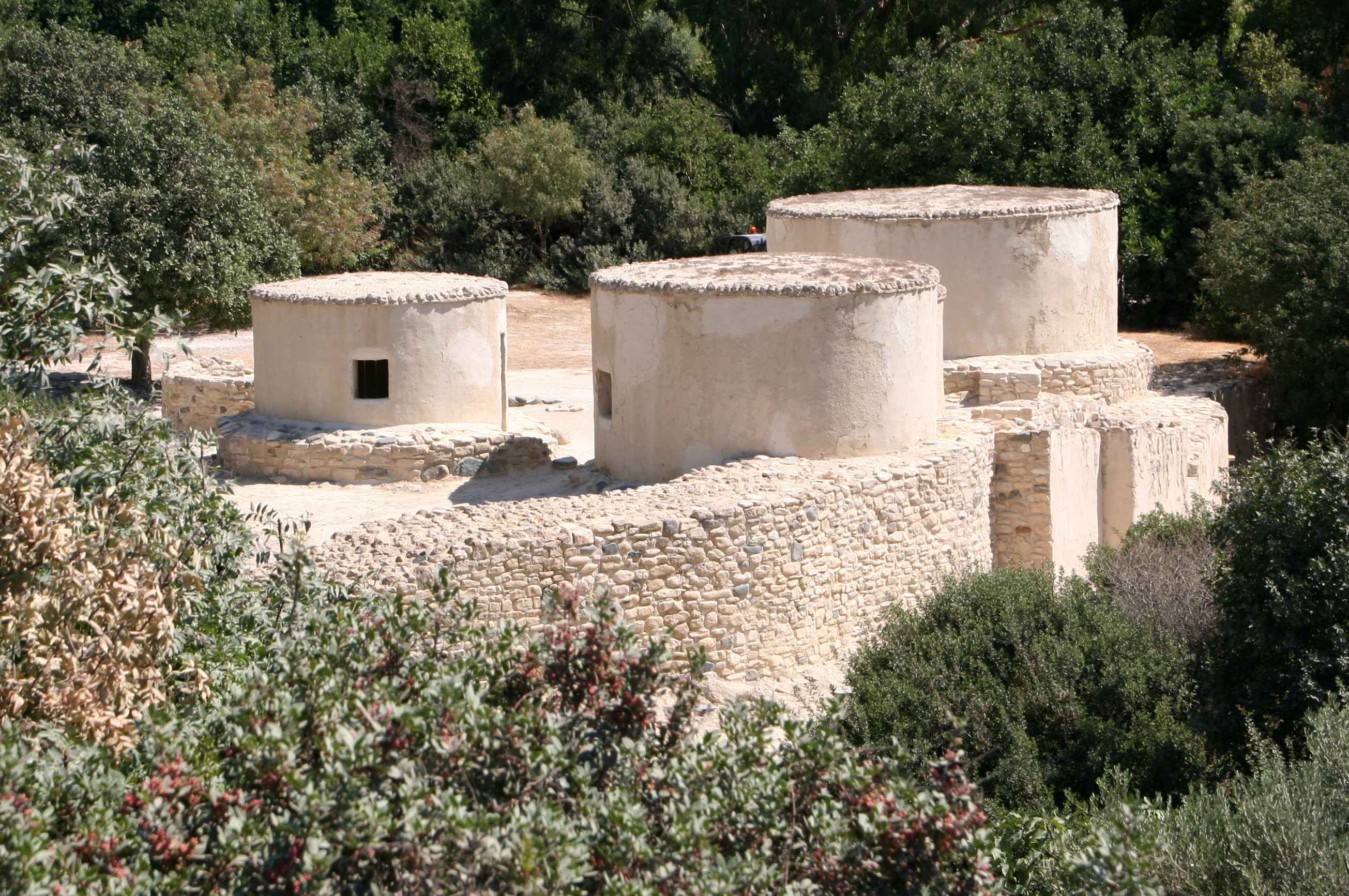
Реконструйовані будівлі
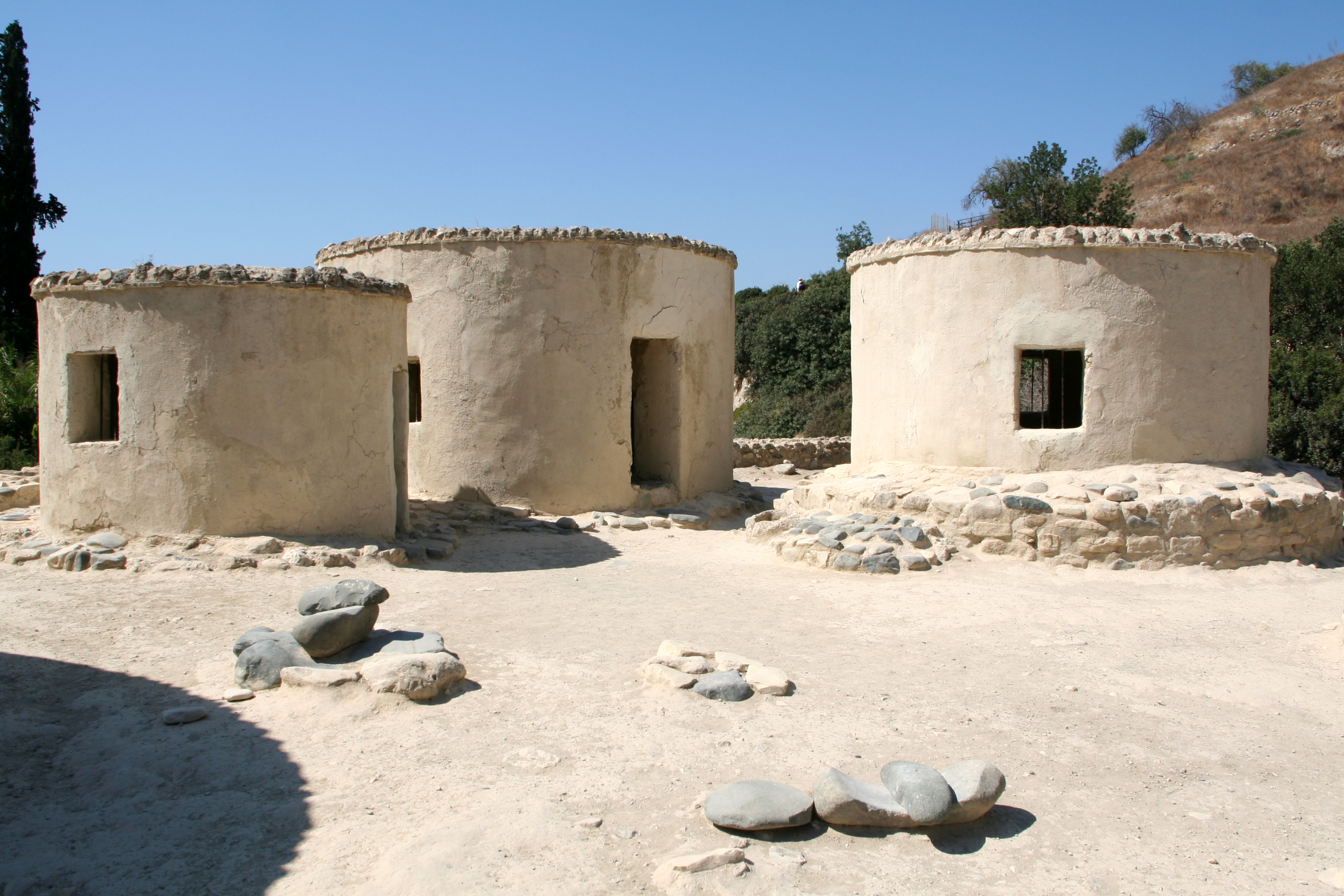
Реконструйовані будівлі
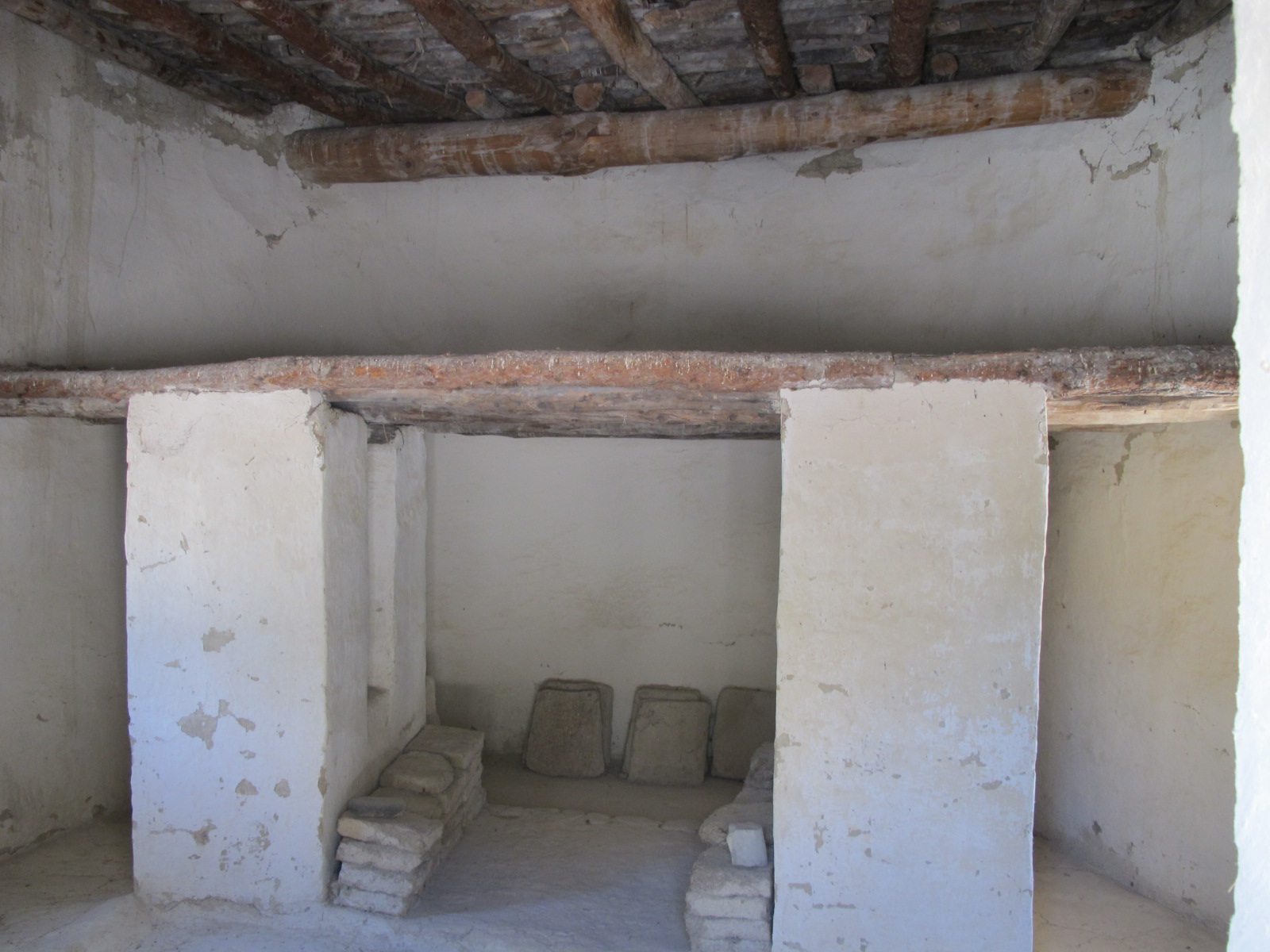
Реконструйовані будівлі
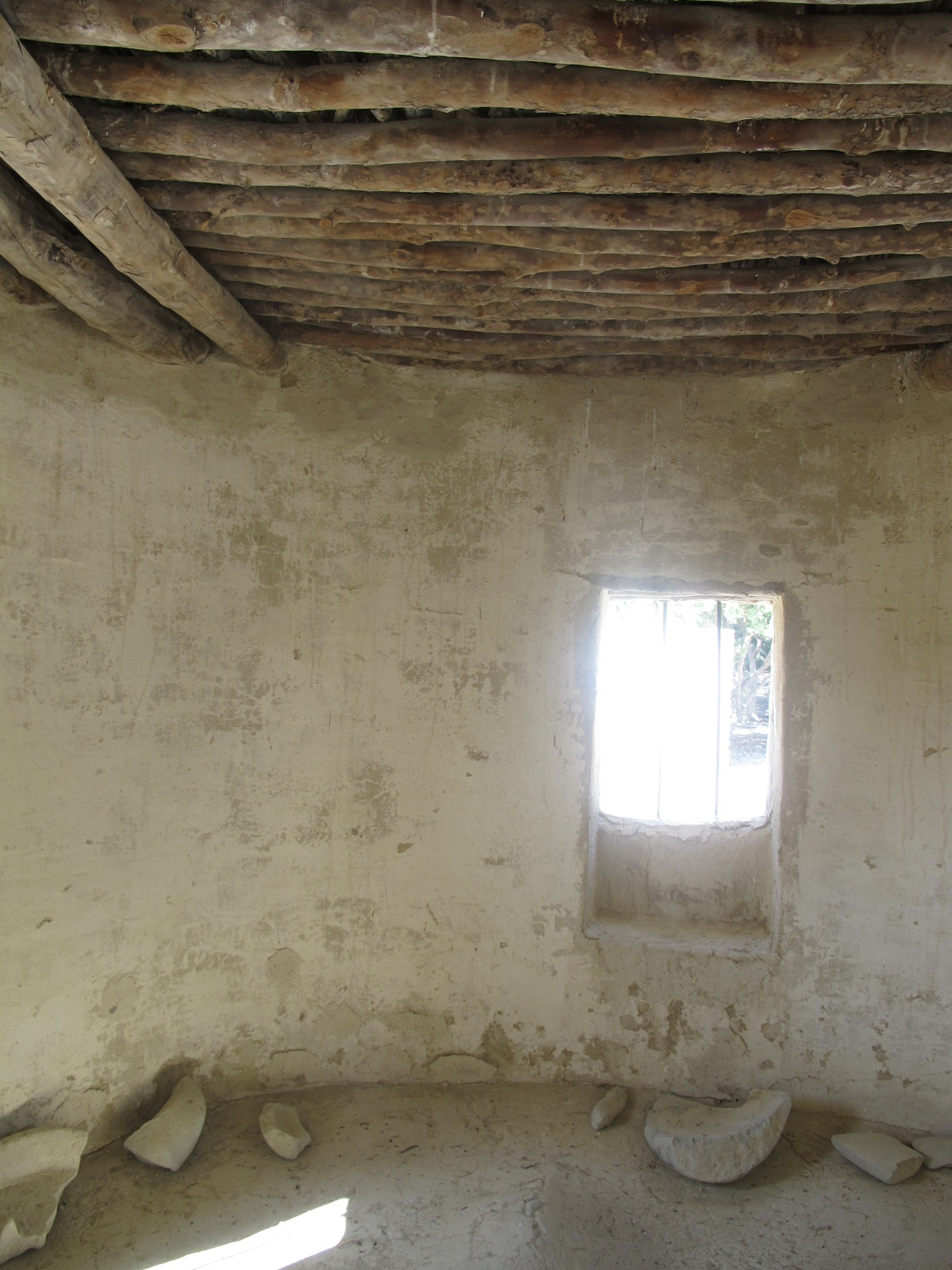
Реконструйовані будівлі
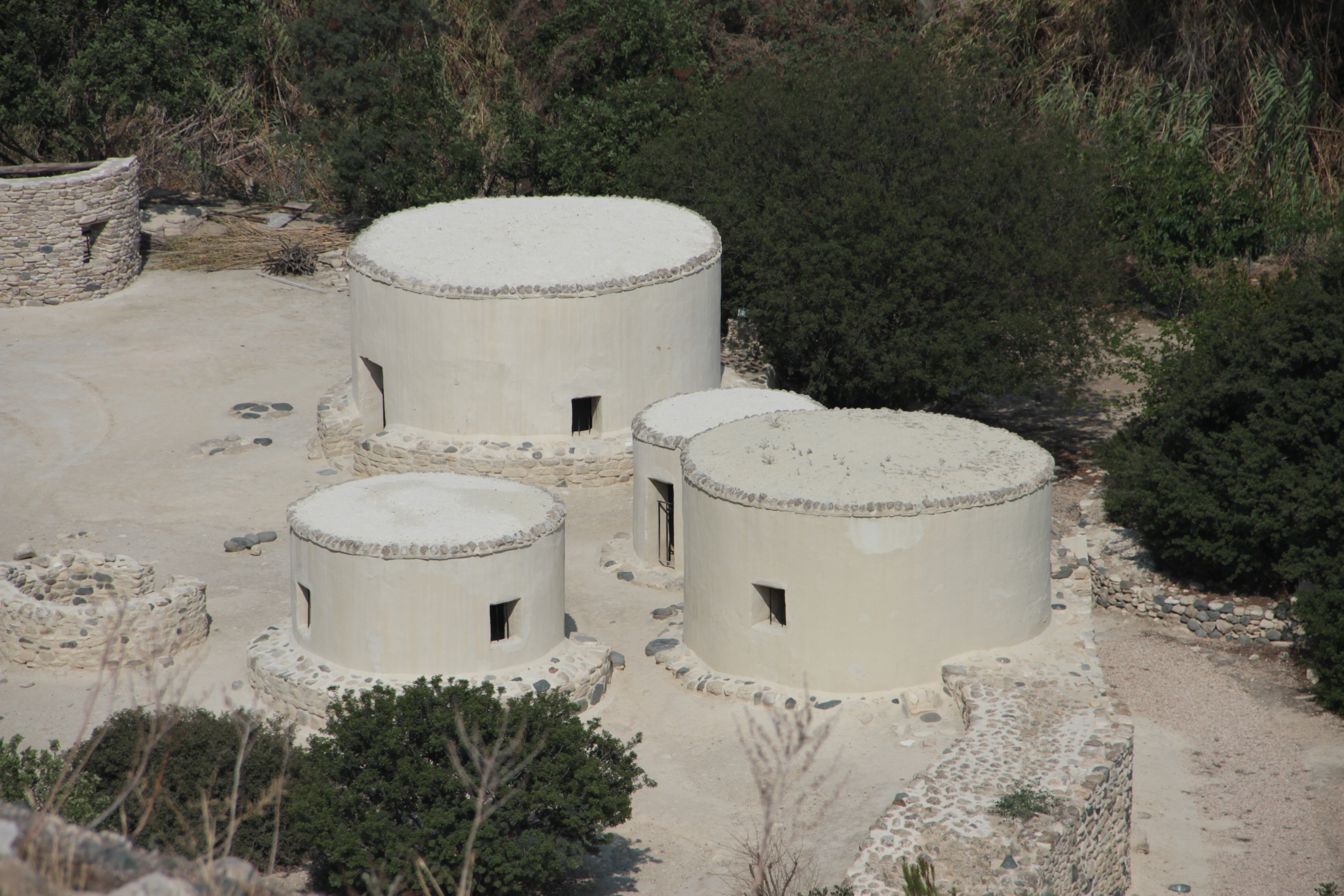
Реконструйовані будівлі